# Mario Rossani
Mario Rossani (Cassano delle Murge, 1º febbraio 1890 – Monte Corno, 26 giugno 1918) è stato un militare italiano, decorato con la medaglia d'oro al valor militare alla memoria durante il corso della prima guerra mondiale.

## Biografia
Nacque a Cassano delle Murge, provincia di Bari, il 1 febbraio 1890, terzogenito di Antonio e Teresa Gallo. Dopo il biennio propedeutico alla scuola di ingegneria di Palermo, si iscrisse alla Regia Accademia Militare di Artiglieria e Genio di Torino, dalla quale uscì il 12 agosto 1911 con il grado di sottotenente nell'arma del genio e assegnato al 5º Reggimento genio, specialità minatori. Il 17 novembre 1912 guadagnò la promozione a tenente e, più avanti, fu inviato in Libia, rientrando in Italia circa un anno dopo, ricevendo importanti incarichi di lavori di progettazione e di realizzazione di opere difensive nel settore della frontiera orientale, quella con l'Impero austro-ungarico. Divenuto capitano nell'agosto 1915, a guerra iniziata, assunse il comando della 18ª Compagnia minatori raggiungendo la zona di operazioni. Si distinse per l'abilità nella direzione dei lavori di rafforzamento delle difese delle prime linee, ricevendo ben tre encomi solenni nell'aprile e nel maggio 1916 e una certa notorietà tra le truppe di prima linea. Insieme alla fanteria prese parte ad azioni belliche sul Monte Sabotino e sul Salcano il 23 giugno, il 6 e il 7-8 agosto, dove fu catturato un ricco bottino di guerra stabilita l'occupazione definitiva delle posizioni conquistate, venendo decorato per questo con tre Medaglie d'argento al valor militare. Prestò servizio presso lo Stato maggiore della 35ª Divisione, e nominato comandante del LXIX Battaglione zappatori dopo la sua promozione a maggiore per meriti di guerra, si distinse nel giugno 1917 sul Monte Pasubio, venendo decorato con una Medaglia di bronzo al valor militare il 25 agosto quando portò coraggiosamente in salvo alcuni militari rimasti feriti durante un incendio provocato dall'esplosione di alcuni esplosivi, e rimanendo egli stesso ferito dalla seconda esplosione. Dopo la riconquista del Monte Corno, in Vallarsa, avvenuta il 10 giugno 1918, fu incaricato di organizzare la difesa della importante posizione. Il 26 giugno, mentre si trovava nella primissima linea per eseguire il rilevamento per la messa in posizione di un reticolato, fu colpito da una pallottola di mitragliatrice alla fronte e alla mano sinistra. Raggiunta una scala a corda per calarsi nello strapiombo venne raggiunto dallo scoppio di una granata di bombarda che lo fece precipitare nello strapiombo. Per onorarne il coraggio con Decreto Luogotenenziale del 23 marzo 1919 fu decorato con la Medaglia d'oro al valor militare alla memoria.

### Fonti
1. 1 2 3 4 5 6 7  Combattenti Liberazione.
2. 1 2  Vito Pastore.
3. ↑  Coltrinari, Ramaccia 2018, p. 34.
4. ↑  Coltrinari, Ramaccia 2018, pp. 34-35.
5. 1 2  Coltrinari, Ramaccia 2018, p. 35.
6. ↑  Quirinale - scheda - visto 2 gennaio 2009